# Latericonis obscura
Latericonis obscura är en svampart som beskrevs av V. Rao, K.A. Reddy & de Hoog 1984. Latericonis obscura ingår i släktet Latericonis, divisionen sporsäcksvampar och riket svampar.   Inga underarter finns listade i Catalogue of Life.